# Culau Laletec
Culau Laletec ist eine Aldeia des Sucos Ailok (Verwaltungsamt Cristo Rei, Gemeinde Dili). 2015 lebten in Culau Laletec 1522 Einwohner.

## Geographie
Culau Laletec liegt im Norden des Sucos Ailok. Es trennt die beiden nördlichen Territorien des Sucos Becora im Westen und Osten voneinander und reicht mit einem schmalen Korridor bis an den Suco Camea. Im Süden grenzt Culau Laletec an die Aldeias Malboro/Maliqueo und Quituto und im Südwesten befindet sich der Suco Lahane Oriental.
Die meisten Einwohner leben im Norden, im zur Aldeia gehörenden Stadtrand von Dili. Der große Teil von Culau Laletec ist nur dünn besiedelt. Im Zentrum von Culau Laletec befindet sich der kleine Ort Culau.